# Le ciel tourne
Pour plus de détails, voir Fiche technique et Distribution.
Le ciel tourne (El cielo gira) est un film documentaire espagnol réalisé par Mercedes Álvarez et sorti en 2005.

## Fiche technique
- Titre : Le ciel tourne
- Titre original : El cielo gira
- Réalisation : Mercedes Álvarez et Aurelio Martinez
- Photographie : Alberto Rodriguez
- Son : Amanda Villavieja
- Montage : Laurent Dufreche, Julia Juaniz, Sol López et Guadalupe Pérez García
- Production : José María Lara
- Distribution : ID Distribution
- Pays d’origine :  Espagne
- Durée : 115 minutes
- Date de sortie : France - 20 juillet 2005

## Récompenses[1]
- Festival international du film de Rotterdam 2005 : grand prix
- Cinéma du réel 2005 : grand prix